# Giovanni Borgato
Giovanni Borgato (Mestre, 10 gennaio 1897 – Venezia, 15 aprile 1975) è stato un calciatore italiano, di ruolo terzino.

## Carriera

### Club
Ha giocato per la Fiorentina e per il Bologna, con la cui maglia vinse lo scudetto nella stagione 1924-1925. Vanta anche una presenza nel Cagliari

### Nazionale
Ha giocato con la Nazionale italiana il primo tempo della gara amichevole del 18 aprile 1926 a Zurigo contro la Svizzera finita 1-1, venendo sostituito ad inizio ripresa da Delfo Bellini.

## Statistiche

### Cronologia presenze e reti in Nazionale
| Cronologia completa delle presenze e delle reti in nazionale ― Italia | Cronologia completa delle presenze e delle reti in nazionale ― Italia | Cronologia completa delle presenze e delle reti in nazionale ― Italia | Cronologia completa delle presenze e delle reti in nazionale ― Italia | Cronologia completa delle presenze e delle reti in nazionale ― Italia | Cronologia completa delle presenze e delle reti in nazionale ― Italia | Cronologia completa delle presenze e delle reti in nazionale ― Italia | Cronologia completa delle presenze e delle reti in nazionale ― Italia |
| Data                                                                  | Città                                                                 | In casa                                                               | Risultato                                                             | Ospiti                                                                | Competizione                                                          | Reti                                                                  | Note                                                                  |
| --------------------------------------------------------------------- | --------------------------------------------------------------------- | --------------------------------------------------------------------- | --------------------------------------------------------------------- | --------------------------------------------------------------------- | --------------------------------------------------------------------- | --------------------------------------------------------------------- | --------------------------------------------------------------------- |
| 18-4-1926                                                             | Zurigo                                                                | Svizzera                                                              | 1 – 1                                                                 | Italia                                                                | Amichevole                                                            | -                                                                     |                                                                       |
| Totale                                                                |                                                                       | Presenze                                                              | 1                                                                     |                                                                       | Reti                                                                  | 0                                                                     |                                                                       |

## Palmarès

### Club
- Campionato italiano: 1

Bologna: 1924-1925